# Alycia Parks
Alycia Parks (ur. 31 grudnia 2000) – amerykańska tenisistka.

## Kariera tenisowa
W cyklu WTA Tour wygrała jeden turniej w grze pojedynczej i dwa turnieje podwójnej, a także po dwa turnieje rangi WTA 125 w grze pojedynczej i podwójnej. Ponadto w karierze zwyciężyła w jednym singlowym oraz trzech deblowych turniejach rangi ITF. 14 sierpnia 2023 zajmowała najwyższe miejsce w rankingu singlowym WTA Tour – 40. pozycję, natomiast 28 sierpnia 2023 osiągnęła najwyższą lokatę w deblu – 28. miejsce.
W 2021 roku podczas US Open zadebiutowała w zawodach wielkoszlemowych w grze pojedynczej. Odpadła wówczas w pierwszej rundzie po porażce z Olgą Danilović.

## Historia występów wielkoszlemowych
Legenda
     W, wygrany turniej
     F, przegrana w finale
     SF, przegrana w półfinale
     QF, przegrana w ćwierćfinale
     xR, przegrana w x rundzie
     Qx, przegrana w x rundzie kwalifikacji
     A, brak startu
     NH, turniej nie odbył się

### Występy w grze pojedynczej
| Australian Open        | A    | A   | A   | A   | A   | Q2  | Q2 | 3R  | Q1 | 0 / 1 | 2 – 1 |  |  |  |  |  |  |  |  |  |  |  |  |  |  |  |
| French Open            | A    | A   | A   | A   | A   | Q1  | 1R | Q2  |    | 0 / 1 | 0 – 1 |  |  |  |  |  |  |  |  |  |  |  |  |  |  |  |
| Wimbledon              | A    | A   | A   | NH  | A   | Q1  | 2R | 1R  |    | 0 / 2 | 1 – 2 |  |  |  |  |  |  |  |  |  |  |  |  |  |  |  |
| US Open                | A    | A   | A   | A   | 1R  | Q1  | 1R | Q2  |    | 0 / 2 | 0 – 2 |  |  |  |  |  |  |  |  |  |  |  |  |  |  |  |
|                        |      |     |     |     |     |     |    |     |    |       |       |  |  |  |  |  |  |  |  |  |  |  |  |  |  |  |
| Ranking na koniec roku | 1208 | 984 | 410 | 364 | 237 | 118 | 47 | 112 |    | 0 / 6 | 3 – 6 |  |  |  |  |  |  |  |  |  |  |  |  |  |  |  |

### Występy w grze podwójnej
| Australian Open        | A    | A   | A   | A   | A   | A  | 3R | 1R | 1R | 0 / 3 | 2 – 3 |  |  |  |  |  |  |  |  |  |  |  |  |  |  |  |
| French Open            | A    | A   | A   | A   | A   | A  | 2R | 1R |    | 0 / 2 | 1 – 2 |  |  |  |  |  |  |  |  |  |  |  |  |  |  |  |
| Wimbledon              | A    | A   | A   | NH  | A   | A  | 1R | 2R |    | 0 / 2 | 1 – 2 |  |  |  |  |  |  |  |  |  |  |  |  |  |  |  |
| US Open                | A    | A   | A   | A   | A   | A  | 3R | 2R |    | 0 / 2 | 3 – 2 |  |  |  |  |  |  |  |  |  |  |  |  |  |  |  |
|                        |      |     |     |     |     |    |    |    |    |       |       |  |  |  |  |  |  |  |  |  |  |  |  |  |  |  |
| Ranking na koniec roku | 1261 | 706 | 584 | 577 | 368 | 68 | 31 | 80 |    | 0 / 9 | 7 – 9 |  |  |  |  |  |  |  |  |  |  |  |  |  |  |  |

### Występy w grze mieszanej
| Australian Open | A | A | A | A  | A | A  | A  | A  | A | 0 / 0 | 0 – 0 |  |  |  |  |  |  |  |  |  |  |  |  |  |  |  |  |
| French Open     | A | A | A | NH | A | A  | A  | A  |   | 0 / 0 | 0 – 0 |  |  |  |  |  |  |  |  |  |  |  |  |  |  |  |  |
| Wimbledon       | A | A | A | NH | A | A  | A  | A  |   | 0 / 0 | 0 – 0 |  |  |  |  |  |  |  |  |  |  |  |  |  |  |  |  |
| US Open         | A | A | A | NH | A | 1R | 2R | 2R |   | 0 / 3 | 2 – 3 |  |  |  |  |  |  |  |  |  |  |  |  |  |  |  |  |
|                 |   |   |   |    |   |    |    |    |   |       |       |  |  |  |  |  |  |  |  |  |  |  |  |  |  |  |  |
|                 |   |   |   |    |   |    |    |    |   | 0 / 3 | 2 – 3 |  |  |  |  |  |  |  |  |  |  |  |  |  |  |  |  |

## Finały turniejów WTA
| Legenda                   | Legenda |
| ------------------------- | ------- |
| Wielki Szlem              |         |
| Igrzyska olimpijskie      |         |
| WTA Tour Championships    |         |
| od 2021                   |         |
| WTA 1000 (obowiązkowe)    |         |
| WTA 1000 (nieobowiązkowe) |         |
| WTA 500                   |         |
| WTA 250                   |         |
| WTA 125                   |         |

### Gra pojedyncza 1 (1–0)
| Końcowy wynik | Nr | Data          | Turniej | Nawierzchnia  | Przeciwniczka   | Wynik finału |
| ------------- | -- | ------------- | ------- | ------------- | --------------- | ------------ |
| Zwyciężczyni  | 1. | 5 lutego 2023 | Lyon    | Twarda (hala) | Caroline Garcia | 7:6(7), 7:5  |

### Gra podwójna 3 (2–1)
| Końcowy wynik | Nr | Data                | Turniej    | Nawierzchnia  | Partnerka         | Przeciwniczki                        | Wynik finału      |
| ------------- | -- | ------------------- | ---------- | ------------- | ----------------- | ------------------------------------ | ----------------- |
| Zwyciężczyni  | 1. | 9 października 2022 | Ostrawa    | Twarda (hala) | Catherine McNally | Alicja Rosolska Erin Routliffe       | 6:3, 6:2          |
| Finalistka    | 1. | 25 czerwca 2023     | Birmingham | Trawiasta     | Storm Hunter      | Marta Kostiuk Barbora Krejčíková     | 2:6, 6:7(7)       |
| Zwyciężczyni  | 2. | 19 sierpnia 2023    | Cincinnati | Twarda        | Taylor Townsend   | Nicole Melichar-Martinez Ellen Perez | 6:7(1), 6:4, 10–6 |

## Finały turniejów WTA 125

### Gra pojedyncza 6 (5–1)
| Końcowy wynik | Nr | Data              | Turniej  | Nawierzchnia  | Przeciwniczka      | Wynik finału     |
| ------------- | -- | ----------------- | -------- | ------------- | ------------------ | ---------------- |
| Zwyciężczyni  | 1. | 4 grudnia 2022    | Andora   | Twarda (hala) | Rebecca Peterson   | 6:4, 6:1         |
| Zwyciężczyni  | 2. | 11 grudnia 2022   | Angers   | Twarda (hala) | Anna-Lena Friedsam | 6:4, 4:6, 6:4    |
| Zwyciężczyni  | 3. | 23 czerwca 2024   | Gaiba    | Trawiasta     | Bernarda Pera      | 6:4, 6:1         |
| Zwyciężczyni  | 4. | 27 lipca 2024     | Warszawa | Twarda        | Maya Joint         | 4:6, 6:3, 6:3    |
| Finalistka    | 1. | 10 listopada 2024 | Midland  | Twarda (hala) | Rebecca Marino     | 2:6, 1:6         |
| Zwyciężczyni  | 5. | 8 grudnia 2024    | Angers   | Twarda (hala) | Belinda Bencic     | 7:6(4), 3:6, 6:0 |

### Gra podwójna 4 (3–1)
| Końcowy wynik | Nr | Data             | Turniej | Nawierzchnia  | Partnerka       | Przeciwniczki                           | Wynik finału       |
| ------------- | -- | ---------------- | ------- | ------------- | --------------- | --------------------------------------- | ------------------ |
| Zwyciężczyni  | 1. | 5 listopada 2022 | Midland | Twarda (hala) | Asia Muhammad   | Anna-Lena Friedsam Nadija Kiczenok      | 6:2, 6:3           |
| Zwyciężczyni  | 2. | 11 grudnia 2022  | Angers  | Twarda (hala) | Zhang Shuai     | Miriam Kolodziejová Markéta Vondroušová | 6:2, 6:2           |
| Finalistka    | 1. | 21 maja 2023     | Paryż   | Ceglana       | Nadija Kiczenok | Anna Danilina Wiera Zwonariowa          | 7:5, 6:7(2), 12–14 |
| Zwyciężczyni  | 3. | 22 czerwca 2024  | Gaiba   | Trawiasta     | Hailey Baptiste | Miriam Kolodziejová Anna Sisková        | 7:6(4), 6:2        |

## Finały turniejów ITF
| turnieje z pulą nagród 100 000 $ (W100) |
| turnieje z pulą nagród 80 000 $ (W80)   |
| turnieje z pulą nagród 60 000 $ (W75)   |
| turnieje z pulą nagród 40 000 $ (W50)   |
| turnieje z pulą nagród 25 000 $ (W35)   |
| turnieje z pulą nagród 15 000 $ (W15)   |

### Gra pojedyncza 6 (1–5)
| Rezultat     |    | Data       | Turniej       | ($)    | Naw.          | Przeciwniczka    | Wynik         |
| Finalistka   | 1. | 30/06/2019 | Shreveport    | 15 000 | Ceglana       | Hsu Chieh-yu     | 2:6, 3:6      |
| Finalistka   | 2. | 15/09/2019 | Redding       | 25 000 | Twarda        | Gabriela Talabă  | 1:6, 1:6      |
| Zwyciężczyni | 1. | 15/11/2020 | Orlando       | 25 000 | Twarda        | Robin Montgomery | 3:6, 6:4, 6:2 |
| Finalistka   | 3. | 14/11/2021 | Daytona Beach | 25 000 | Twarda        | Irina Fetecău    | 1:6, 2:6      |
| Finalistka   | 4. | 06/02/2022 | Rome          | 60 000 | Twarda (hala) | Tatjana Maria    | 4:6, 6:4, 2:6 |
| Finalistka   | 5. | 06/03/2022 | Arcadia       | 60 000 | Twarda        | Rebecca Marino   | 6:7(0), 1:6   |

### Gra podwójna 6 (3–3)
| Rezultat     |    | Data       | Turniej         | ($)      | Naw.    | Partnerka                | Przeciwniczki                    | Wynik             |
| Zwyciężczyni | 1. | 15/11/2020 | Orlando         | 25 000   | Twarda  | Rasheeda McAdoo          | Jamie Loeb Erin Routliffe        | 4:6, 6:1, 11–9    |
| Finalistka   | 1. | 24/10/2021 | Macon           | 80 000   | Twarda  | Alana Smith              | Quinn Gleason Catherine Harrison | 2:6, 2:6          |
| Finalistka   | 2. | 13/11/2021 | Daytona Beach   | 25 000   | Twarda  | Alexandra Osborne        | Elysia Bolton Kylie Collins      | 4:6, 7:6(5), 5–10 |
| Zwyciężczyni | 2. | 07/01/2022 | Bendigo         | 60 000+H | Twarda  | Fernanda Contreras Gómez | Alison Bai Alana Parnaby         | 6:3, 6:1          |
| Finalistka   | 3. | 24/04/2022 | Charlottesville | 60 000   | Ceglana | Walendini Gramatikopulu  | Sophie Chang Angela Kulikov      | 6:2, 3:6, 4–10    |
| Zwyciężczyni | 3. | 03/07/2022 | Charleston      | 100 000  | Ceglana | Sachia Vickery           | Tímea Babos Marcela Zacarías     | 6:4, 5:7, 10–5    |